# André Amaral (político)
André Augusto Castro do Amaral (João Pessoa, 9 de março de 1964) é um empresário e político brasileiro, filiado ao União Brasil (UNIÃO). É senador pela Paraíba.

## Política
Nas eleições de 2022, foi eleito primeiro suplente do senador Efraim Morais Filho (UNIÃO) para o período de 2023 a 2031. Em 20 de junho de 2024 assumiu temporariamente a vaga na 57ª Legislatura do Senado Federal, após licença do titular.

## Desempenho eleitoral
| Ano  | Eleição              | Partido | Candidato a                                              | Votos            | Resultado | Ref   |
| ---- | -------------------- | ------- | -------------------------------------------------------- | ---------------- | --------- | ----- |
| 2022 | Estaduais na Paraíba | PROS    | 1º Suplente Senador Titular: Efraim Morais Filho (UNIÃO) | 617.477 (30,82%) | Eleito    | [ 4 ] |